# Косімідзу

43°51′24″ пн. ш. 144°27′44″ сх. д. / 43.85667° пн. ш. 144.46222° сх. д.
Косімі́дзу (яп. 小清水町, こしみずちょう, МФА: [koɕimʲid͡zu t͡ɕoː]) — містечко в Японії, в повіті Сярі округу Охотськ префектури Хоккайдо. Станом на 1 жовтня 2008 року площа містечка становила 287,04 км². Станом на 31 березня 2017 населення містечка становило 5046 осіб.